# ألفرد ويليام لامب
ألفرد ويليام لامب (بالإنجليزية: Alfred William Lamb)‏ هو محامي وسياسي أمريكي، ولد في 18 مارس 1824 في الولايات المتحدة، وتوفي بنفس المكان في 29 أبريل 1888. حزبياً، نشط في الحزب الديمقراطي. انتخب عضو مجلس النواب الأمريكي.